# Setoctena angulifera
Setoctena angulifera är en fjärilsart som beskrevs av Moore 1881. Setoctena angulifera ingår i släktet Setoctena och familjen trågspinnare. Inga underarter finns listade i Catalogue of Life.